# جارد لي
جارد لي (بالإنجليزية: Jared Lee)‏ هو فنان أمريكي، ولد في 19 أغسطس 1943 في فان بورن في الولايات المتحدة.